# Mario Giumanini
Mario Giumanini (Milano, 30 giugno 1892 – Piacenza, 13 ottobre 1967) è stato un dirigente sportivo e calciatore italiano, di ruolo centrocampista e attaccante.
È noto anche come Mario Giumanini Resegotti, in quanto fratellastro di Nino Resegotti.

## Carriera

### Calciatore
Dopo l'esordio con l'Ausonia, ha giocato con la maglia del Vigor Torino tra il 1912 e il 1915. Allo scoppio della prima guerra mondiale milita nell'US Torinese, con cui prende parte alla Coppa Federale; in seguito gioca con la formazione del Genio Reale del distaccamento di Bologna, prima di riprendere l'attività nel Nazionale Emilia, di cui è anche capitano.
Nel 1919 diventa il primo capitano del neonato Piacenza, con cui ottiene la vittoria nel girone emiliano del campionato di Promozione 1919-1920. Terminata l'attività agonistica nella polisportiva piacentina Salus et Virtus (dove ricopre anche l'incarico di dirigente) e di nuovo nel Piacenza come riserva, si stabilisce definitivamente nella città emiliana.

### Dirigente sportivo
Dopo il ritiro ricopre diversi incarichi in vari sport, sempre a Piacenza: è presidente del Pro Piacenza, membro della Federcalcio provinciale e giudice di gara nell'atletica leggera. Nel 1949 entra nel mondo del ciclismo, diventando direttore sportivo della squadra piacentina sponsorizzata Arbos, azienda di cui era dipendente; partecipa al Giro d'Italia, vincendo 3 tappe con Bruno Monti e Nino Assirelli. La migliore prestazione della squadra è nel 1956, quando Pasquale Fornara vince il Tour de Romandie e conquista la maglia rosa nel corso del Giro d'Italia. Nel corso della tappa Merano-Monte Bondone, a causa delle avverse condizioni meteorologiche, Fornara va in crisi di ipotermia, e Giumanini decide per il ritiro del corridore. Dopo questi fatti, Giumanini abbandona il mondo delle corse ciclistiche.

## Palmarès
- Promozione: 1

Piacenza: 1919-1920